# 영일수호통상조약

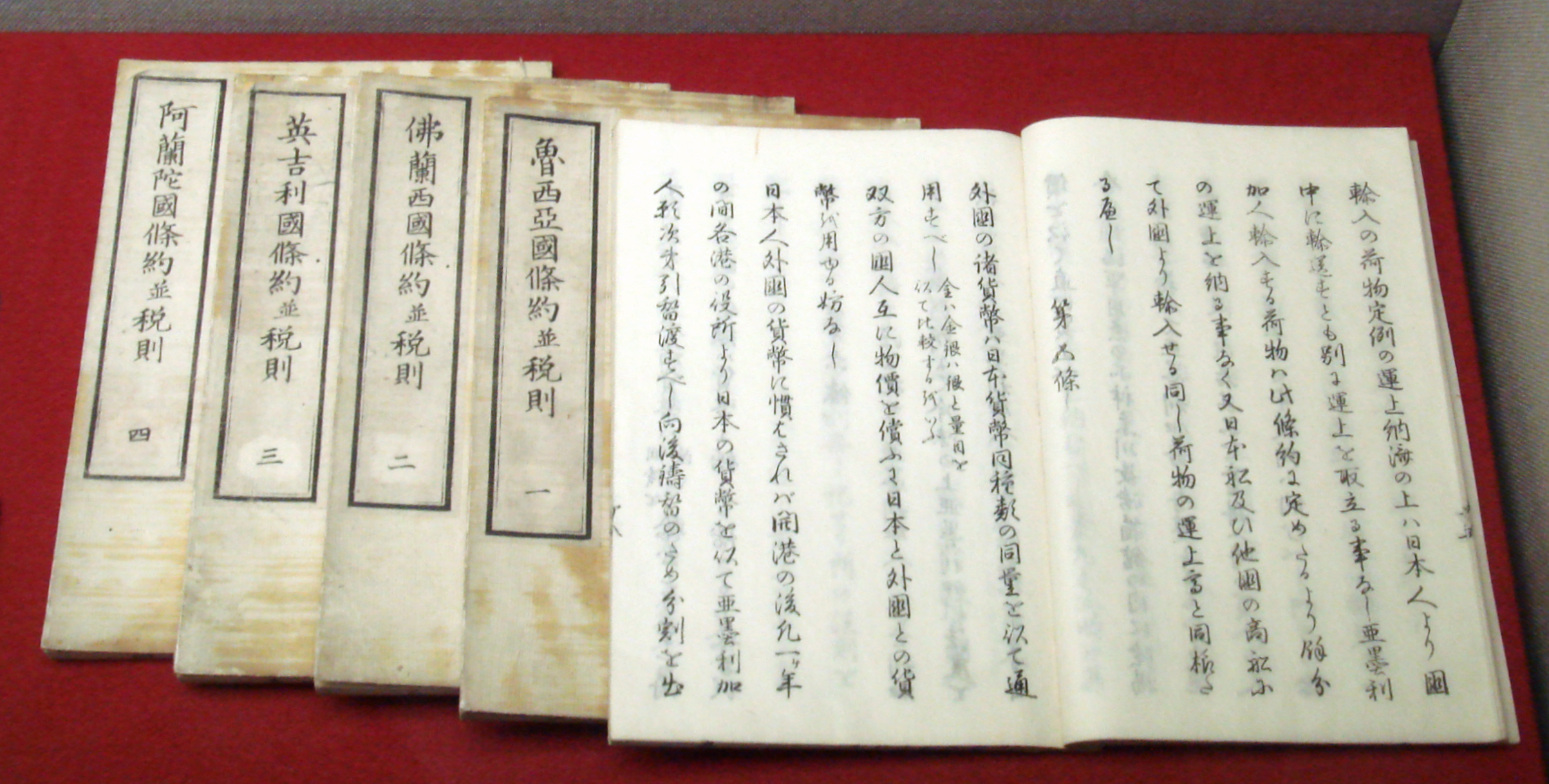
1858년 일본과 네덜란드, 영국, 프랑스, 러시아, 미국과 맺은 통상조약본

영일수호통상조약(日英修好通商条約, The Anglo-Japanese Treaty of Amity and Commerce)은 1858년 8월 26일(안세이 5년 7월 18일), 영국 대표 엘긴 백작 제임스 브루스와 에도 막부 사이에 체결된 영국과 일본 양국 사이에 통상에 관한 조약이다. 1858년 안세이 5개국 조약으로 일본이 맺었던 불평등 조약 중 하나이다.

## 협상
이와세 타다나리, 이노우에 키요나오, 나가이 나오유키, 호리 도시히로, 후츠다세에로, 모리야마 타키치로(통역) 등 7명과 영국 측 사절단이 사진 촬영을 하여 영상 기록이 남아 있다. 영국에서 이 사진이 발견되었을 때 ‘에도를 촬영한 최초의 사진’으로 보도된 적이 있었다. (일본 최고의 사진은 일본 사진사를 참조)

## 내용
1. 에도에 재일 영국 대표부 설치
2. 조약 항구의 설정 (하코다테, 가나가와, 나가사키의 개항, 1859년 7월 1일부터)
3. 1862년 1월 1일부터 영국인의 에도에 거주 허용

에도 서명이 이루어진 1858년 8월 26일(안세이 5년 무오 7월 18일) 당시의 명칭은 《일본국대불렬전국수호통상조약》(日本國大不列顛國修好通商條約)이었으며, 이듬해 1859년 7월 17일(안세이 6년 기미 6월 12일)에 비준서 교환이 이뤄졌다. 모두 24조로 구성되어 있으며, 법령 전서 주석에 따르면 영국 대표의 직함은 ‘Peer of United Kingdom and Knight of Most Ancient and Noble Order of the Thistle Right Honourable Earl of Elgin and Kincardine’였다.

## 같이 보기
- 영일 화친 조약
- 안세이 5개국 조약

## 참고 문헌
- Auslin, Michael R. (2004). Negotiating with Imperialism: The Unequal Treaties and the Culture of Japanese Diplomacy. 캠브릿지: 하버드 대학교 출판부. ISBN 978-0-674-01521-0; OCLC 56493769